# Pontos extremos da Austrália

Pontos extremos da Austrália continental

Esta é uma lista dos pontos extremos da Austrália. A lista inclui os pontos mais extremos em cada direção cardeal, altimetria ou outros pontos de particular interesse geográfico. A localização de alguns pontos depende da consideração de ilhas e do Território Antártico Australiano, não reconhecido internacionalmente, como integrante da Austrália.

## Ponto mais setentrional
- Bramble Cay, Ilhas do Estreito de Torres, Queensland (9°8'23" S)
- Excluindo ilhas: Península do Cabo York, Queensland (10°41' S)

## Ponto mais meridional
- Polo Sul, Território Antártico Australiano
- Excluindo o Território Antártico Australiano: Ilhéus Bishop e Clerk, Tasmânia (55°03′ S)
- Excluindo ilhas e o Território Antártico Australiano: South Point, Promontório Wilsons, Victoria (39°08' S)[1]

## Ponto mais oriental
- Ilha Norfolk (167°57' E)
- Excluindo ilhas: Território Antártico Australiano (160°00' E)
- Excluindo territórios externos: Ball's Pyramid, Nova Gales do Sul (159°15' E)
- Excluindo ilhas e o Território Antártico Australiano: Cabo Byron, Nova Gales do Sul (153°38' E)[2]

## Ponto mais ocidental
- Território Antártico Australiano (45°00' E)
- Excluindo o Território Antártico Australiano: Ilha Flat, ilhas McDonald (72°36' E)
- Excluindo territórios externos: ilha Dirk Hartog, Austrália Ocidental (112°56' E)
- Excluindo ilhas e o Território Antártico Australiano: Steep Point, Austrália Ocidental (113°09' E)

## Ponto de maior altitude
- Monte McClintock, Território Antártico Australiano (3490 m)[3]
- Excluindo o Território Antártico Australiano: Pico Mawson, ilha Heard (2744 m)[4]
- Excluindo ilhas e o Território Antártico Australiano: Monte Kosciuszko, Nova Gales do Sul (2228 m)[5]

## Ponto de menor altitude (natural)
- Lago Deep, Vestfold Hills, Território Antártico Australiano (-50 m)
- Excluindo o Território Antártico Australiano: Lago Eyre, Austrália Meridional (-15 m)

## Outros pontos
- Centro planimétrico de gravidade – Lambert Gravitational Centre, Território do Norte (25° 36′ 36,4″ S, 134° 21′ 17,33″ L)
- Ponto mais longe do oceano – Entre Papunya e o Lago Lewis, Território do Norte (23° 02′ S, 132° 10′ L)[6]
- Extremo noroeste - Cabo North West, Austrália Ocidental
- Extremo sudoeste - Cabo Leeuwin, Austrália Ocidental
- Extremo nordeste - Cabo York, Queensland
- Extremo sudeste - Cabo Howe, Nova Gales do Sul/Victoria